# Synsepalum dulcificum
Synsepalum dulcificum är en tvåhjärtbladig växtart som först beskrevs av Heinrich Christian Friedrich Schumacher och Peter Thonning, och fick sitt nu gällande namn av Daniell. Synsepalum dulcificum ingår i släktet Synsepalum, och familjen Sapotaceae. IUCN kategoriserar arten globalt som sårbar. Inga underarter finns listade i Catalogue of Life. Växten får ätbara bär som innehåller ämnet mirakulin, som får sura smaker att smaka sött